# Espol
Espol is een plaats in de Duitse gemeente Hardegsen, deelstaat Nedersaksen, en telt 220 inwoners.

## Geschiedenis
De eerste bekende documentaire vermelding is afkomstig uit een document van de Abdij van 30 september 1280, dat handelt over de toekenning van de parochierechten van de reeds bestaande dorpen Espol (toen "Espele") en Krumele
Op 1 maart 1974 verloor Espol zijn positie als zelfstandige gemeente en werd een district van Hardegsen.
De burgemeester van de stad is Volker Henkel (2008). De gemeenteraad bestaat traditioneel uit een lijst van burgers zonder partijen.

## Cultuur en bezienswaardigheden
Er is een dorpshuis, een dorpskapel, een dorpsschuur, een kinderspeelplaats, een brandweerkazerne, een barbecue en een sportveld en een barbecuehut zijn aanwezig. Na de terugtrekking van de stad Hardegsen worden de meeste van deze instellingen voornamelijk gedragen door de lokale gemeenschap en culturele vereniging om een onafhankelijk en zelfstandig dorpsleven te behouden.
Een wandelbestemming vlak bij het dorp is de Weper met een helling die beschermd natuurgebied is, en de Sohnreyhütte.